# New York Titans
I New York Titans sono una squadra professionistica statunitense di lacrosse facente parte della National Lacrosse League.
Sono stati fondati nel 2006, prendendo parte per la prima volta alla stagione 2007. La stagione è finita con un record di 4 vittorie e 12 sconfitte e l'ultimo posto nel girone.
La stagione 2008 ha visto i Titans finire in testa alla East Division con un record di 10 vittorie e 6 sconfitte, qualificandosi per i playoff per il titolo. Dopo aver vinto il primo match contro i Minnesota Swarms, la squadra è stata però sconfitta in finale di  Eastern Conference dai Buffalo Bandits.
Nell'aprile 2009 la squadra ha annunciato il suo trasferimento a Orlando, in Florida.

## Rosa
| N. |                        | Ruolo | Calciatore              |
| -- | ---------------------- | ----- | ----------------------- |
| 1  | Stati Uniti (bandiera) | Att   | Casey Powell (capitano) |
| 2  | Australia (bandiera)   | Att   | Brendan Murdorf         |
| 3  | Stati Uniti (bandiera) | Trans | Matt Alrich             |
| 5  | Stati Uniti (bandiera) | Dif   | Jaime Hanford           |
| 10 | Stati Uniti (bandiera) | Att   | Brian Tower             |
| 12 | Stati Uniti (bandiera) | Trans | Jarett Park             |
| 14 | Stati Uniti (bandiera) | Att   | Ryan Boyle              |
| 15 | Stati Uniti (bandiera) | Att   | Matt Zash               |
| 16 | Canada (bandiera)      | Dif   | Patrick Merrill         |
| 19 | Canada (bandiera)      | Att   | Mike McLellan           |
| 20 | Stati Uniti (bandiera) | Trans | Greg Peyser             |
| 21 | Stati Uniti (bandiera) | Por   | Erik Miller             |

| N. |                        | Ruolo | Calciatore       |
| -- | ---------------------- | ----- | ---------------- |
| 24 | Canada (bandiera)      | Dif   | Rory Smith       |
| 32 | Stati Uniti (bandiera) | Dif   | Rich Brzeski     |
| 34 | Stati Uniti (bandiera) | Dif   | Anthony Kelly    |
| 36 | Stati Uniti (bandiera) | Dif   | Mitch Belisle    |
| 41 | Stati Uniti (bandiera) | Dif   | Brian Barrett    |
| 42 | Canada (bandiera)      | Att   | Pat Maddalena    |
| 44 | Canada (bandiera)      | Att   | Jordan Hall      |
| 47 | Stati Uniti (bandiera) | Trans | Jeff Spano       |
| 48 | Canada (bandiera)      | Por   | Matt Vinc        |
| 56 | Stati Uniti (bandiera) | Trans | John Orsen       |
| 71 | Stati Uniti (bandiera) | Trans | Keevin Galbraith |
| 90 | Canada (bandiera)      | Att   | Jeff Ratcliffe   |

## Record stagione per stagione
| Stagione | W-L  | Posizione | Casa | Trasferta | GF  | GA  | Allenatore   | Playoff                                        |
| -------- | ---- | --------- | ---- | --------- | --- | --- | ------------ | ---------------------------------------------- |
| 2007     | 4-12 | 7°        | 3-5  | 1-7       | 195 | 233 | Adam Mueller | -                                              |
| 2008     | 10-6 | 4°        | 5-1  | 5-5       | 197 | 186 | Adam Mueller | New York 11-Minnesota 8 New York 12-Buffalo 19 |